# Пуксоозерское сельское поселение
Пуксоозерское сельское поселение или муниципальное образование «Пуксоозерское» — упразднённое муниципальное образование со статусом сельского поселения в Плесецком муниципальном районе Архангельской области. 
Административный центр — посёлок Пуксоозеро.
Соответствовало административно-территориальной единице в Плесецком районе — частично Тарасовскому сельсовету в составе его двух населённых пунктов (посёлков Белое Озеро и Пуксоозеро).
Законом Архангельской области от 26 апреля 2021 года № 412-25-ОЗ с 1 июня 2021 года упразднено в связи с преобразованием Плесецкого муниципального района в муниципальный округ.

## География
Пуксоозерское сельское поселение находится в юго-востоке Плесецкого района Архангельской области.

## История
Муниципальное образование было образовано в 2006 году как городское поселение.  В 2013 году было преобразовано в сельское поселение.
Указом ПВС РСФСР от 27.06.1944 года Пуксоозеро было отнесено к категории рабочих посёлков с образованием Пуксоозерского поселкового совета из части территории Плесецкого поселкового совета. Решением облисполкома от 22.12.1960 года был упразднён Кочмасский сельсовет с включением его территории в состав Тарасовского и Пуксоозерского советов.

## Население
| 2005 | 2010  | 2011  | 2012  | 2013 | 2014 | 2015 |
| ---- | ----- | ----- | ----- | ---- | ---- | ---- |
| 1784 | ↘1234 | ↘1202 | ↘1094 | ↘949 | ↘725 | ↘498 |
| 2016 | 2017  | 2018  | 2019  | 2020 | 2021 |      |
| ↘353 | ↘300  | ↘277  | ↘198  | ↘142 | ↘127 |      |

## Состав сельского поселения
В состав городского поселения входят 2 населённых пункта:
| № | Населённый пункт | Тип населённого пункта          | Население |
| - | ---------------- | ------------------------------- | --------- |
| 1 | Белое Озеро      | посёлок                         | ↘18       |
| 2 | Пуксоозеро       | посёлок, административный центр | ↘927      |

### Карты
- [web.archive.org/web/20050225085825/mapp37.narod.ru/map2/index17.html Топографическая карта P-37-XVII,XVIII - 1 : 200 000. Пуксоозеро]